# Super Freaky Girl
«Super Freaky Girl» es una canción de la rapera y cantante trinitense-estadounidense Nicki Minaj, publicada el 12 de agosto de 2022 por los sellos Young Money Entertainment y Republic Records como el primer sencillo en solitario de Minaj en tres años. Contiene un sonido de pulso no acentuado que samplea la canción de 1981, «Super Freak» de Rick James, mientras que Minaj hace un rap sucio acerca de fantasías sexuales y algunos aspectos de su carrera. La canción recibió comparaciones con otro sencillo de Minaj, «Anaconda», debido a su estilo similar de igualmente samplear una canción clásica y agregar una letra lasciva.
Tras su lanzamiento, rompió el récord como el mayor debut en Spotify de una canción de rap femenino en solitario. Adicionalmente, luego de debutar en la cima del Billboard Hot 100, se convirtió en la segunda canción en solista de rap femenino en debutar en la primera posición de la lista de éxitos, después del sencillo de Lauryn Hill, «Doo Wop (That Thing)» en 1998. La canción marcó el tercer sencillo número uno de Minaj en Estados Unidos, así como su primer número uno como solista. Igualmente, alcanzó la primera posición en Nueva Zelanda, convirtiéndose en el primer sencillo número uno de Minaj en ese país.
Una versión extendida titulada «Roman Remix», fue lanzada sorpresivamente el 18 de agosto de 2022, en ella, Minaj incorporó nuevamente a su alter ego Roman Zolanski. La versión original de «Super Freaky Girl» fue incluida en el primer álbum de grandes éxitos de Minaj, Queen Radio: Volume 1 (2022).

## Antecedentes y lanzamiento
El 12 de julio de 2022, Nicki Minaj tuiteó: «¿Quieren una sorpresa? Tuiteen #NickiFreakyGirl». Luego de que el hashtag se convirtiera en una tendencia mundial en Twitter, al día siguiente publicó un vídeo que contenía un pequeño fragmento de una canción titulada «Freaky Girl», que además sampleaba el éxito de Rick James de 1981, «Super Freak», canción que ya había sido sampleada anteriormente por Minaj para su canción «Dilly Dally», del mixtape Playtime Is Over (2007). Después de la publicación del fragmento, la canción ganó gran popularidad, viralizándose rápidamente en la plataforma de TikTok.
El 3 de agosto de 2022, reveló la portada del sencillo junto a una thirst trap, y realizó una encuesta en Twitter pidiendo a sus fanáticos que eligieran el título oficial de la canción, brindando como opciones los títulos «FREAK» y «Super Freaky Girl». Aunque «FREAK» ganó la votación, Minaj posteriormente explicó que ya no era posible hacer el uso del título por motivos legales, razón por la cual finalmente se decidió por «Super Freaky Girl». Más tarde, anunció que la canción se lanzaría el 12 de agosto a la medianoche. Su lanzamiento finalmente se dio en el programa de Minaj, Queen Radio, transmitido en Amazon Amp, adjunto a un vídeo de la letra de la canción, publicado en YouTube simultáneamente.
«Super Freaky Girl» se convirtió en el primer lanzamiento en solitario de Minaj desde «Megatron» en 2019. Durante su participación en un programa de The Dana Cortez Show mencionó que consideró el lanzamiento como un «regreso en forma», admitiendo además haberse sentido incómoda lanzando música explícita mientras estaba embarazada, explicando:

Mi sello quería que me lanzara por completo con un sencillo y todo mientras estaba embarazada, y no me atreví a lanzar una canción sobre vaginas y penes y chupando y comiendo, simplemente no me atreví a sacar un disco así mientras mi hijo estaba creciendo en mi cuerpo.

## Composición
Considerada como la secuela de la canción «Anaconda» de la propia Minaj, «Super Freaky Girl» es una canción de carácter obsceno y sensual que introduce un nuevo alter ego de Nicki Minaj, Nick James, llamado así por el cantante Rick James.
En su letra, Minaj hace un rap sucio donde describe algunos encuentros y fantasías sexuales de una manera vívida, mientras «reitera su condición de ícono del rap, así como símbolo de liberación sexual», complementando con algunas metáforas que hacen referencias a temas como las protestas del exjugador de la NFL Colin Kaepernick, y a celebridades como Rihanna y A$AP Rocky. Interpola algunos fragmentos de canciones propias antiguas como «Boss Ass Bitch» y «Freaks», así como canciones de otros artistas como «Make 'Em Say Uhh!» de Master P y «The Motto» de Drake. Partiendo de la música bass, la canción samplea el éxito de los 80s, «Super Freak» de Rick James, haciendo un uso particular del riff y abriendo con la voz a capela de James.

## Recepción

### Comentarios de la crítica
Shaad D'Souza de la revista Paper llamó la canción «un regreso animado y obsceno al pop-rap. Loca y divertida, puedes pensar en ella como una «Anaconda 2»». David Renshaw de The Fader elogió a Minaj por aportar «su juego A a la canción, escupir líneas con calificación X y lemas que impulsan la confianza (Tengo cara de princesa, un cuerpo asesino, una mente de samurái), haciéndola naturalmente una hermana de su propia «Anaconda»». Jessica McKinney de Complex, incluyó la canción entre los mejores lanzamientos de la semana, describiendo a Minaj como «segura, sexy y seductora, dejándonos con ganas de más», destacando además su «flow irresistible en la canción, mientras se enorgullece de su alocada naturaleza y describe vívidamente sus encuentros sexuales». Claire Yotts del medio Our Generation Music, comentó: «La mujer de 39 años, y madre de uno, todavía está arrasando en el juego, siendo «Super Freaky Girl» un recordatorio de por qué se la conoce como la Reina del Rap». Mitchell Peters de Billboard dijo que Minaj «se divierte reanimando el funk salaz del tema clásico con insinuaciones sexuales y un flow que sabe cuándo acelerar y cuándo aterrizar realmente en una rima». Coleman Spilde del medio The Daily Beast fue menos positivo con su crítica, calificando la canción como «horrible» y escribiendo: «Decir que la canción no agrega nada de valor a la carrera de Minaj es una subestimación salvaje y enorme. La letra son vacías, las rimas podrían haber sido escritas por una inteligencia artificial de Nicki Minaj, y el sampleo de Rick James está haciendo todo el trabajo pesado». Spilde también criticó a Minaj por trabajar con la coproducción de Dr. Luke, quien enfrentó acusaciones de agresión sexual en el pasado.

### Rendimiento comercial

#### Mundialmente
Seguido a su lanzamiento, «Super Freaky Girl» obtuvo el mayor debut en la historia de Spotify, de una canción de rap femenino en solitario, tras acumular más de tres millones de reproducciones. Minaj se convirtió en la primera rapera en alcanzar la cima de la lista de ventas de iTunes Global y de Europa con una canción en solitario, además, tras alcanzar la primera posición de la lista de ventas de iTunes en Estados Unidos, extendió su récord como la rapera con más éxitos No. 1 en la plataforma, con un total de 29. Más tarde, volvió a extender su récord luego de que el «Queen Mix» liderada la lista de ventas, siendo su 30.ª canción en alcanzar la cima, la primera de JT, Maliibu Miitch, Akbar V y Katie Got Bandz, y la segunda de Bia. La canción además debutó en la quinta posición del Billboard Global 200, siendo su segunda canción top diez, y simultáneamente, convirtiéndose en la canción mejor posicionada de Minaj en la lista.

#### Norteamérica
En Estados Unidos, el 27 de agosto de 2022 «Super Freaky Girl» debutó en la cima del Billboard Hot 100, convirtiéndose en la tercera canción (y primera en solitario) número uno de Nicki Minaj en la lista de éxitos musicales. Tal suceso marcó varios logros destacados, pues Minaj se convirtió en la primera artista femenina negra en debutar en la cima del Billboard Hot 100 con una canción en solitario desde «I Believe» de Fantasia en 2004, y la quinta artista femenina negra de la historia en lograrlo. También se convirtió en la primera rapera en debutar de manera solista en el número uno desde «Doo Wop (That Thing)» de Lauryn Hill en 1998, y la primera rapera en conseguir múltiples debuts en el número uno del Billboard Hot 100 (consiguiéndolo por primera vez con la canción «Trollz» en 2020). Adicionalmente, el debut de la canción logró que por primera vez en el siglo XXI, tres artistas negras alcanzaran el número uno de manera consecutiva, reemplazándose la una a la otra; pues en la semana anterior, la cima del listado fue precedida por «Break My Soul» de Beyoncé, que simultáneamente había sido precedida por «About Damn Time» de Lizzo. La canción debutó simultáneamente en la cima de las listas Digital Songs y Streaming Songs de Billboard, tras acumular 89 000 descargas digitales, así como un total de 21,1 millones de reproducciones entre el 12 y 18 de agosto. Con 89 000 descargas digitales, «Super Freaky Girl» marcó la semana con la mayor cantidad de ventas digitales de una canción lanzada en 2022, logro que anteriormente lo acreditaba otra canción de Minaj, «Do We Have a Problem?» junto a Lil Baby. Aunque la canción no logró debutar durante su primera semana en la lista de Radio Songs, logró recibir 4.6 millones de puntos en audiencia radial durante este tiempo. Adicionalmente, «Super Freaky Girl» alcanzó la cima del Hot R&B/Hip-Hop Songs y Hot Rap Songs, entre otras listas de popularidad de Billboard. El debut de la canción, logró reingresar a Minaj en la lista Artist 100 de Billboard en la tercera posición, siendo la mujer mejor posicionada durante esa semana.
En su segunda semana, «Super Freaky Girl» permaneció en el top diez del Billboard Hot 100, descendiendo a la séptima posición. La canción obtuvo 15 000 descargas digitales más, subsecuentemente permaneciendo en la cima de la lista Digital Songs por segunda semana consecutiva, mientras que en la lista de Streaming Songs descendió del primer al tercer puesto, con 18,1 millones de reproducciones adicionales, bajando un 14% desde su primera semana. No obstante, la canción generó un incremeno de 105% en audiencia radial en comparación con la semana previa, acumulando 9.2 millones de puntos de audiencia radial, ascendiendo a la posición número 27 del Mainstream Top 40. También ascendió de la posición 22 a la 15 en la lista Rhythmic Songs.
En Canadá, «Super Freaky Girl» debutó en la octava posición del Canadian Hot 100, siendo el debut más alto de la semana, y la 19ª canción top diez de Minaj en el país. Además, debutó en la cima del Canadian Digital Songs.

#### Asia
La canción logró ingresar en varias listas de éxito de países en Asia. En Vietnam, «Super Freaky Girl» debutó en el puesto ochenta, para más tarde alcanzar su pico en el puesto cincuenta y tres. En Islandia y Filipinas la canción alcanzó el top diez, ubicándose en los puestos nueve y diez, respectivamente.

#### Europa
En Europa, la canción logró ser un éxito comercial, ingresando a la lista de varios países. En Irlanda, «Super Freaky Girl» debutó en el puesto catorce del Irish Singles Chart, ascendiendo en su segunda semana al top diez de la lista, ubicándose en la novena posición. Más tarde, en su quinta semana, alcanzó la sexta posición. De manera similar, en el Reino Unido debutó en el puesto quince del UK Singles Chart, ascendiendo al puesto diez en su segunda semana, y posteriormente cayendo a la posición once en la tercera. Más adelante, en su quinta semana, la canción alcanzó un nuevo pico ascendiendo al número cinco de la lista, y convirtiéndose así en la mayor posición en la lista de éxitos británica de Minaj como artista principal desde que «Anaconda» alcanzó el número tres en 2014, y en general, como el pico más alto desde que «Boyz» alcanzó el número cuatro en octubre de 2021. «Super Freaky Girl» debutó en la cuarta posición de la lista de éxitos de Hip-Hop y R&B del Reino Unido, para más tarde alcanzar la primera posición durante la semana del 9 de septiembre de 2022. Adicionalmente, la canción alcanzó las posiciones cuatro, seis y cuatro en listas de éxito del país en ventas, streaming y descargas, respectivamente.
En Alemania debutó en el puesto noventa y seis de la lista de éxitos, en su segunda semana ascendió al puesto sesenta y nueve, y alcanzó su mayor pico en su sexta semana ubicándose en el puesto treinta y tres, convirtiéndose en la segunda canción en solista de Minaj con mejor pico en la lista de éxitos alemana, después de «Starships», que alcanzó el puesto diecisiete en 2012. La canción también alcanzó su mayor pico en Hungría ubicándose en la cuarta posición de la lista de éxitos de ese país.

#### Oceanía
En Australia, «Super Freaky Girl» debutó en el número cuatro de las lista semanal de sencillos, convirtiéndose en la primera canción de Minaj como artista principal en ingresar al top diez desde su sencillo «Bed of Lies» en 2014. En su cuarta semana, la canción alcanzó la primera posición de la lista, convirtiéndose en la primera canción número uno de Minaj en Australia, así como la primera canción de rap femenino en solista en llegar a la primera posición del país. En Nueva Zelanda, la canción debutó en el puesto cinco de la lista de éxitos del país, ascendiendo al primer puesto en su segunda semana, convirtiéndose en su primer éxito número uno en el país. Se ha mantenido en la cima de la lista por cinco semanas consecutivas.

## Vídeo musical
Su vídeo musical fue dirigido por Joseph Kahn, e incluyó la participación coestelar del actor Alexander Ludwig. El 18 de agosto de 2022, Minaj publicó una vista previa de lo que sería el vídeo musical oficial de la canción, y fue estrenado más tarde, el 1 de septiembre. El videoclip se basó en una temática rosa y hogareña, similar a la escenografía de Desperate Housewives, donde Minaj y Ludwing interpretan a Barbie y Ken, respectivamente, y fue descrito por varios medios como «colorido», donde «se puede ver a Nicki canalizando su Barbie interior».
El vídeo comienza con escenas de Minaj y Ludwing en una cocina rosa, Minaj usando un cuchillo mientras Ludwing coquetea con ella. Simultáneamente, se muestran escenas de Minaj en una caja de Barbie, usando un vestuario inspirado en Rick James. También se muestran escenas de Ludwing conduciendo un lamborghini rosa y a Minaj caminando por un vecindario suburbano. El vídeo finaliza con escenas de Minaj y Ludwing en una parrillada en su jardín, que termina incendiando su casa.

## Interpretaciones en directo
Nicki Minaj interpretó por primera vez «Super Freaky Girl» el 6 de agosto de 2022 en el OVO Fest en Toronto, Canadá, exactamente seis días antes de que la canción fuera publicada oficialmente. El 28 de agosto, Minaj incluyó la canción dentro de su repertorio de canciones para interpretar durante su popurrí en los MTV Video Music Awards del 2022.

## Remezclas y otras versiones
El 18 de agosto de 2022, Nicki Minaj lanzó una versión extendida de «Super Freaky Girl», subtitulado como «Roman Remix», ya que la canción marcó el regreso de su alter ego Roman Zolanski. La canción es un minuto más largo que la versión original, además tiene un final reestructurado en el que se agrega un tercer verso.
El 9 de septiembre, Minaj lanzó una segunda remezcla de la canción subtitulada como «Queen Mix», que incluyó la participación de las raperas JT (de City Girls), Bia, Katie Got Bandz, Akbar V y Maliibu Miitch. Para esta versión, Minaj cerró la canción con un nuevo verso.

## Posicionamiento en listas

### Semanales
| País            | Lista                                 | Mejor posición |
| 2022            | 2022                                  | 2022           |
| --------------- | ------------------------------------- | -------------- |
| Alemania        | German Singles Chart                  | 33             |
| Australia       | ARIA Singles Chart                    | 1              |
| Australia       | ARIA News Music Singles               | 1              |
| Australia       | ARIA Hip-Hop/R&B Singles Chart        | 1              |
| Austria         | Ö3 Austria Top 40                     | 41             |
| Canadá          | Canadian Hot 100                      | 8              |
| Canadá          | CHR/Top 40 Airplay                    | 38             |
| Colombia        | los 40 principales Colombia           | 38             |
| Eslovaquia      | Singles Digitál Top 100               | 45             |
| Estados Unidos  | Billboard Hot 100                     | 1              |
| Estados Unidos  | Streaming Songs                       | 1              |
| Estados Unidos  | Digital Songs                         | 1              |
| Estados Unidos  | Hot R&B/Hip-Hop Songs                 | 1              |
| Estados Unidos  | Mainstream Top 40                     | 20             |
| Estados Unidos  | R&B/Hip-Hop Streaming Songs           | 1              |
| Estados Unidos  | R&B/Hip-Hop Digital Songs Sales       | 1              |
| Estados Unidos  | Hot Rap Songs                         | 1              |
| Estados Unidos  | Rap Streaming Songs                   | 1              |
| Estados Unidos  | Rap Airplay                           | 9              |
| Estados Unidos  | Rap Digital Songs Sales               | 1              |
| Estados Unidos  | Rythmic                               | 1              |
| Unión Europea   | Europe Top 100                        | 3              |
| Francia         | Club 40                               | 4              |
| Finlandia       | Suomen virallinen lista               | 43             |
| Filipinas       | Philippines Songs                     | 10             |
| Global          | World Singles Official Top 100        | 1              |
| Global          | Billboard Global 200                  | 5              |
| Grecia          | Digital Singles Chart (International) | 18             |
| Hungría         | Single Top 40                         | 4              |
| Irlanda         | Irish Singles Chart                   | 6              |
| Islandia        | Tónlistinn Lög                        | 9              |
| Japón           | Billboard Japan Hot Overseas          | 12             |
| Lituania        | Singles Top 100                       | 37             |
| Nueva Zelanda   | NZ Top 40 Singles Chart               | 1              |
| Nueva Zelanda   | Hot Singles Chart                     | 1              |
| Países Bajos    | Dutch Single Tip                      | 1              |
| Países Bajos    | Dutch Single Top 100                  | 55             |
| Países Bajos    | Nederlandse Top 40                    | 39             |
| Portugal        | AFP Top Singles                       | 66             |
| Reino Unido     | UK Singles Chart                      | 5              |
| Reino Unido     | Audio Streaming Chart                 | 6              |
| Reino Unido     | Singles Sales Chart                   | 4              |
| Reino Unido     | Singles Downloads Chart               | 4              |
| Reino Unido     | UK Hip-Hop and R&B Singles            | 1              |
| República Checa | Singles Digitál Top 100               | 82             |
| Singapur        | Top Streaming Chart                   | 18             |
| Sudáfrica       | Local & International Streaming Chart | 4              |
| Suecia          | Sverigetopplistan                     | 28             |
| Suiza           | Schweizer Hitparade                   | 43             |
| Vietnam         | Vietnam Hot 100                       | 53             |

### Sucesión en listas
| Predecesor: «The Drop» de Dimitri Vegas, David Guetta & Nicole Scherzinger con Azteck | Dutch Single Tip — Sencillo número 1 20 de agosto de 2022-27 de agosto de 2022          | Sucesor: «Bad Habit» de Steve Lacy                      |
| Predecesor: «Break My Soul» de Beyoncé                                                | Billboard Hot 100 — Sencillo número 1 20 de agosto de 2022-27 de agosto de 2022         | Sucesor: «As It Was» de Harry Styles                    |
| Predecesor: «I Ain't Worried» de OneRepublic                                          | NZ Top 40 Singles Chart — Sencillo número 1 29 de agosto de 2022- 3 de octubre de 2022  | Sucesor: «Unholy» de Sam Smith con Kim Petras           |
| Predecesor: «Pink Venom» de Blackpink                                                 | ARIA Singles Chart – Sencillo número 1 9 de septiembre de 2022–16 de septiembre de 2022 | Sucesor: «I'm Good (Blue)» de David Guetta y Bebe Rexha |

## Ventas y certificaciones
| País           | Organismo certificador | Certificación | Ventas  | Ref.   |
| -------------- | ---------------------- | ------------- | ------- | ------ |
| Australia      | ARIA                   | Platino       | 70 000  | [ 62 ] |
| Estados Unidos | RIAA                   | 2x Platino    | 2 000   | [ 63 ] |
| Nueva Zelanda  | RMNZ                   | Platino       | 30 000  | [ 64 ] |
| Reino Unido    | BPI                    | Plata         | 200 000 | [ 65 ] |

## Créditos y personal
| - Nicki Minaj: voz principal y compositora - Rick James: voz adicional y compositor - Alonzo Miller: compositor - Dr. Luke: productor y compositor - Malibu Babie: productor - Vaughn Oliver: productor y compositor - Aaron Joseph: productor y compositor | - LunchMoney Lewis: compositor - Clint Gibbs: ingeniero de sonido - Tyler Sheppard: ingeniero de sonido - Kalani Thompson: ingeniero de sonido - Aubry “Big Juice” Delaine: ingeniero de sonido - Chris Athens: ingeniero de masterización - Șerban Ghenea: ingeniero de mezcla | - Bryce Bordone: asistente de ingeniero de mezcla - John Hanes: ingeniero de mezcla inmersiva - Joshua Berkman: artistas y repertorio (A&R) - Wendy Goldstein: artistas y repertorio (A&R) - Byran Montesano: artistas y repertorio (A&R) |

 Créditos adaptados de Genius.

## Historial de lanzamiento
| País           | Fecha                | Formato (s)                                  | Versión                 | Sello (s)                       | Ref.          |
| -------------- | -------------------- | -------------------------------------------- | ----------------------- | ------------------------------- | ------------- |
| Varios         | 12 de agosto de 2022 | Descarga digital streaming                   | Original                | Young Money Republic            | [ 67 ]        |
| Estados Unidos | 16 de agosto de 2022 | Contemporary hit radio Rhythmic contemporary | Original                | Young Money Republic Cash Money | [ 68 ] [ 69 ] |
| Varios         | 18 de agosto de 2022 | Descarga digital streaming                   | Extendida (Roman Remix) | Republic                        | [ 70 ]        |